# Phoenix Suns
Die Phoenix Suns sind eine Profibasketballmannschaft aus Phoenix, Arizona. Sie spielen als eines von 30 Teams in der National Basketball Association (NBA). Die Teamfarben sind Violett, Orange, Grau, Weiß und Schwarz. Ihre Heimspiele tragen sie seit 1992 in der PHX Arena aus. Zuvor war seit 1968 das Arizona Veterans Memorial Coliseum die Heimspielstätte der Suns.

## Geschichte

### Erste Jahre (1968–1976)
Die Suns wurde 1968 gemeinsam mit den Milwaukee Bucks in die NBA aufgenommen. Jerry Colangelo wurde der erste Manager der Mannschaft. Beim Expansion-Draft erhielt man Gail Goodrich und Dick Van Arsdale. Dennoch schloss man das erste Jahr mit 16 Siegen und 66 Niederlagen ab. Beim NBA-Draft 1969 hatte man die Möglichkeit Lew Alcindor (später Karreem Abdul-Jabbar) zu draften. Man verlor jedoch den Münzwurf gegen die gleichschwachen Bucks, so dass Alcindor von Milwaukee gedraftet wurde. Bereits im zweiten Jahr qualifizierte Phoenix sich für die Playoffs. 1971 und 1972 konnte man trotz 48 bzw. 49 Siegen sich nicht für die Playoffs qualifizieren, erst 1976 konnten die Suns wieder an den Playoffs teilnehmen.

### Jahre des Erfolges bis zum Drogenskandal (1976–1988)
Durch namhafte Verpflichtungen wie Paul Westphal und Rookie Alvan Adams, konnte Phoenix 1976 erstmals das NBA-Finale erreichen. Dort unterlag man den Boston Celtics mit 2:4 nach Serie. Adams wurde für seine Leistung zum Rookie of the Year ausgezeichnet. Nachdem man 1977 erneut die Playoffs verpasst hatte, folgte von 1978 bis 1985 acht aufeinanderfolgende Qualifikationen. 1979 und 1984 erreichte man dabei das Conference-Finale. Stars dieser Zeit waren neben Adams auch Walter Davis und Larry Nance. Ein Drogenskandal erschütterte die Suns Mitte der 80er, so dass das Team für eine damalige Rekordsumme von $44 Millionen Dollar den Besitzer wechselte. Der Teamerfolg blieb aus, so dass man die Saison 1987/88 nur noch mit 28 Siegen abschloss.

### Kevin Johnson Ära (1988–1992)
1988 wurde Larry Nance zu den Cleveland Cavaliers transferiert. Im Gegenzug wechselte Guard Kevin Johnson nach Phoenix. Ebenso wurde All-Star-Forward Tom Chambers und Rookie Dan Majerle verpflichtet. Jeff Hornacek etablierte sich zum Starter. Johnson und Chambers erzielten über 20 Punkte pro Spiel und Phoenix schloss die Saison wieder mit 55 Siegen ab. In den Playoffs erreichte man wieder das Conference-Finale, wo man 0:4 gegen die Los Angeles Lakers ausschied. Den Erfolg wiederhole man auch 1990, diesmal schied man jedoch gegen die Portland Trail Blazers aus. Trotz eines All-Star-Kerns aus Johnson, Chambers, Hornacek und Majerle war 1992 schon in der zweiten Runde, wieder gegen die Blazers Schluss.

### Ankunft von Charles Barkley (1992–1996)
Im Sommer 1992 wurde Hornacek und zwei weitere Spieler für Charles Barkley zu den Philadelphia 76ers transferiert. Weiterhin wechselte Danny Ainge nach Phoenix. Neuer Trainer wurde der ehemalige Suns-Spieler Westphal. Angeführt von Barkley erreichte Phoenix 62 Siege und stellte damit einen Teamrekord auf. Barkley wurde am Ende der Saison mit dem MVP ausgezeichnet. Phoenix erreichte zum zweiten Mal in der Teamgeschichte das NBA-Finale. Dort unterlag man jedoch den Chicago Bulls mit 2:4. Im folgenden Jahr unterlagen die Suns den Houston Rockets in der zweiten Runde mit 3:4. Auch die folgenden Jahre schieden die Suns regelmäßig in der ersten oder zweiten Runde aus.

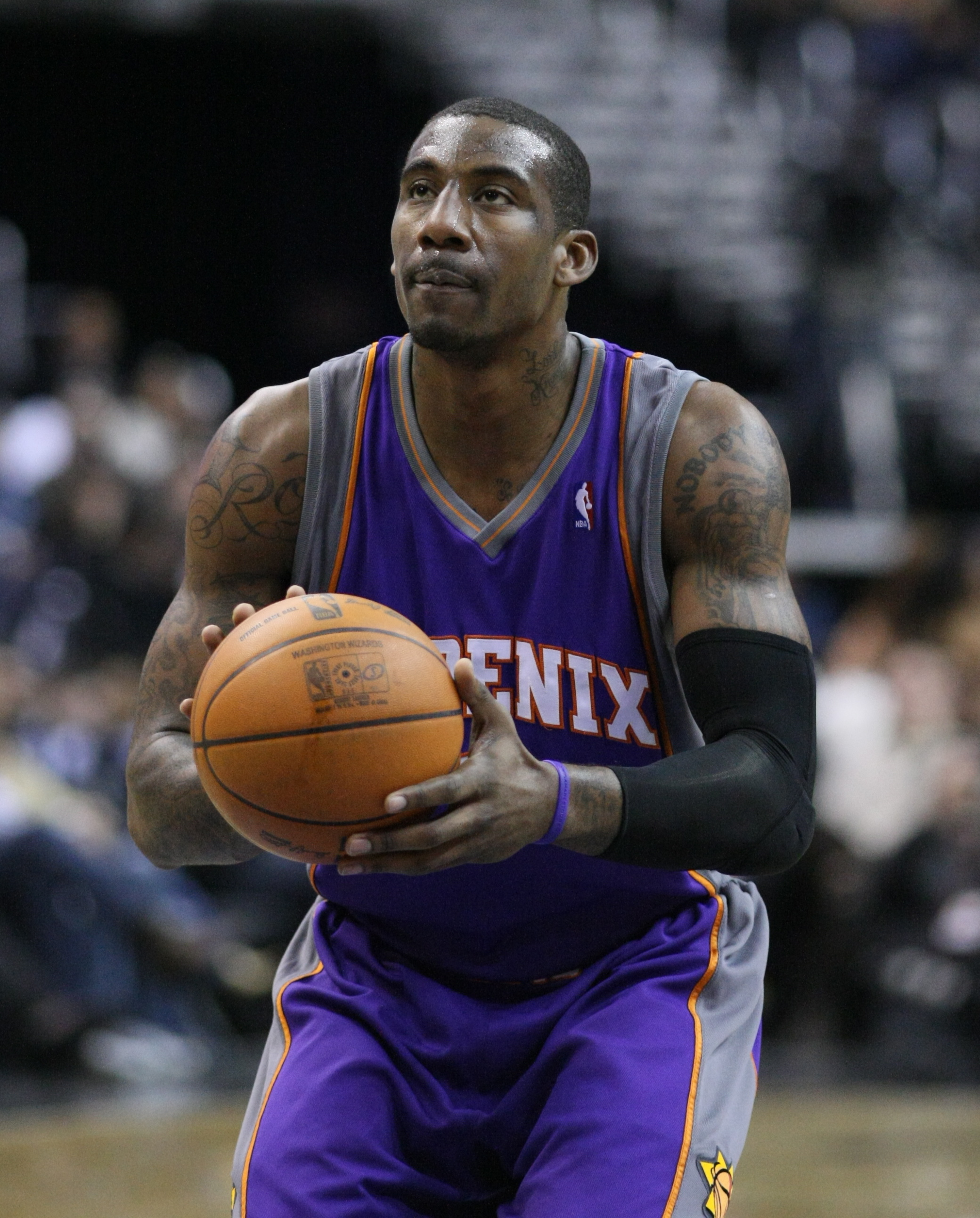
Amar'e Stoudemire

### Jason Kidd Ära (1996–2001)
1995 übernahm Jerry Colangelo den Posten des Managers. Unter ihm begann der schleichende Neuaufbau. Er schickte Fanliebling Dan Majerle zu den Cleveland Cavaliers. Nach Streitigkeiten mit Barkley, tauschte er ihn 1996 zu den Houston Rockets für Robert Horry, Sam Cassell und weitere Spieler. Beim NBA-Draft 1996 wählte man Steve Nash mit dem 15. Pick aus, der 1998 das Team wieder verließ. Im Laufe der Saison wurde Jason Kidd von den Dallas Mavericks verpflichtet. Ebenso tauschte man Horry für Cedric Ceballos zu den Lakers. Trotz eines 0-13 Fehlstarts, erreichten die Suns 1997 die Playoffs. Auch 1998 und 1999 erreichte man die Playoffs. Beim NBA-Draft 1999 wählte man Shawn Marion mit dem 9. Pick aus. 2000 trat Kevin Johnson zurück. Die Suns verpflichteten Penny Hardaway von den Orlando Magic und hofften diesen erfolgreich mit Kidd im Backcourt zu paaren. Aufgrund von Verletzung stand das Duo jedoch selten zusammen auf dem Feld. Dennoch erreichte man die Playoffs noch bis 2002.

Das Suns-Logo von 2000 bis 2013

### Neuaufbau mit Stoudemire und Marbury (2001–2004)
Bereits 2001 transferierten die Suns Kidd zu den New Jersey Nets für Stephon Marbury. Unter Marbury konnten die Suns jedoch keine Erfolge mehr verbuchen. Beim NBA-Draft 2002 wählten die Suns Amar'e Stoudemire an 9. Stelle aus. Bereits im Jahr darauf erreichte man die Playoffs. Stoudemire wurde mit dem NBA Rookie of the Year Award ausgezeichnet. Auch Shawn Marion machte einen Sprung und wurde erstmals All-Star. Vor der Saison 2003/04 ersetzte Mike D’Antoni als neuer Trainer Frank Johnson. Dieser gab Marbury zur Mitte der Saison zu den New York Knicks ab. Die Suns spielten eine schwache Saison und kamen am Ende, bedingt durch viele Verletzungen, nur auf 29 Saisonsiege.

### Rückkehr von Steve Nash (2004–2012)
Im April 2004 wurden die Phoenix Suns von einer Investorengruppe um den Tycoon Robert Sarver für 401 Millionen US-Dollar gekauft. Nachdem man 2004 erneut die Playoffs verpasst hatte, wurden Marbury und Hardaway für Antonio McDyess zu den New York Knicks transferiert. Steve Nash kehrte von den Dallas Mavericks wieder nach Phoenix zurück. Mit dem Kern aus Nash, Marion, Stoudemire, Quentin Richardson und Joe Johnson, erreichte Phoenix 62 Siege. Nash wurde zum MVP ernannt, D’Antoni wurde Coach of the Year. Man erreichte das Conference-Finale, wo man den San Antonio Spurs unterlag. Jahr darauf wurde Nash erneut MVP und man erreichte erneut das Conference-Finale, unterlag jedoch den Dallas Mavericks. Boris Diaw wurde zum Meistverbesserten Spieler der Saison gewählt. Ab 2007 übernahm Steve Kerr den Posten des Managers von Colangelo. Die Suns blieben eines der stärksten Teams der Western Conference und der NBA. Vor allem Point Guard Steve Nash führte das Team mit seinen Leistungen regelmäßig in die Playoffs. Dazu wusste Amar'e Stoudemire an seiner Seite zu überzeugen. Marion verblieb bis Februar 2008 in Phoenix, ehe er zu den Miami Heat transferiert wurde. 2008 verließ D’Antoni die Suns und unterschrieb bei den New York Knicks. Zunächst übernahm Terry Porter den Posten des Trainers, wurde jedoch während der Saison von Alvin Gentry ersetzt. Trotz 46 Siege, erreichten die Suns 2009 die Playoffs nicht. 2010 erreichte man die Playoffs und zog ins Conference-Finale ein, wo man den Lakers unterlag.

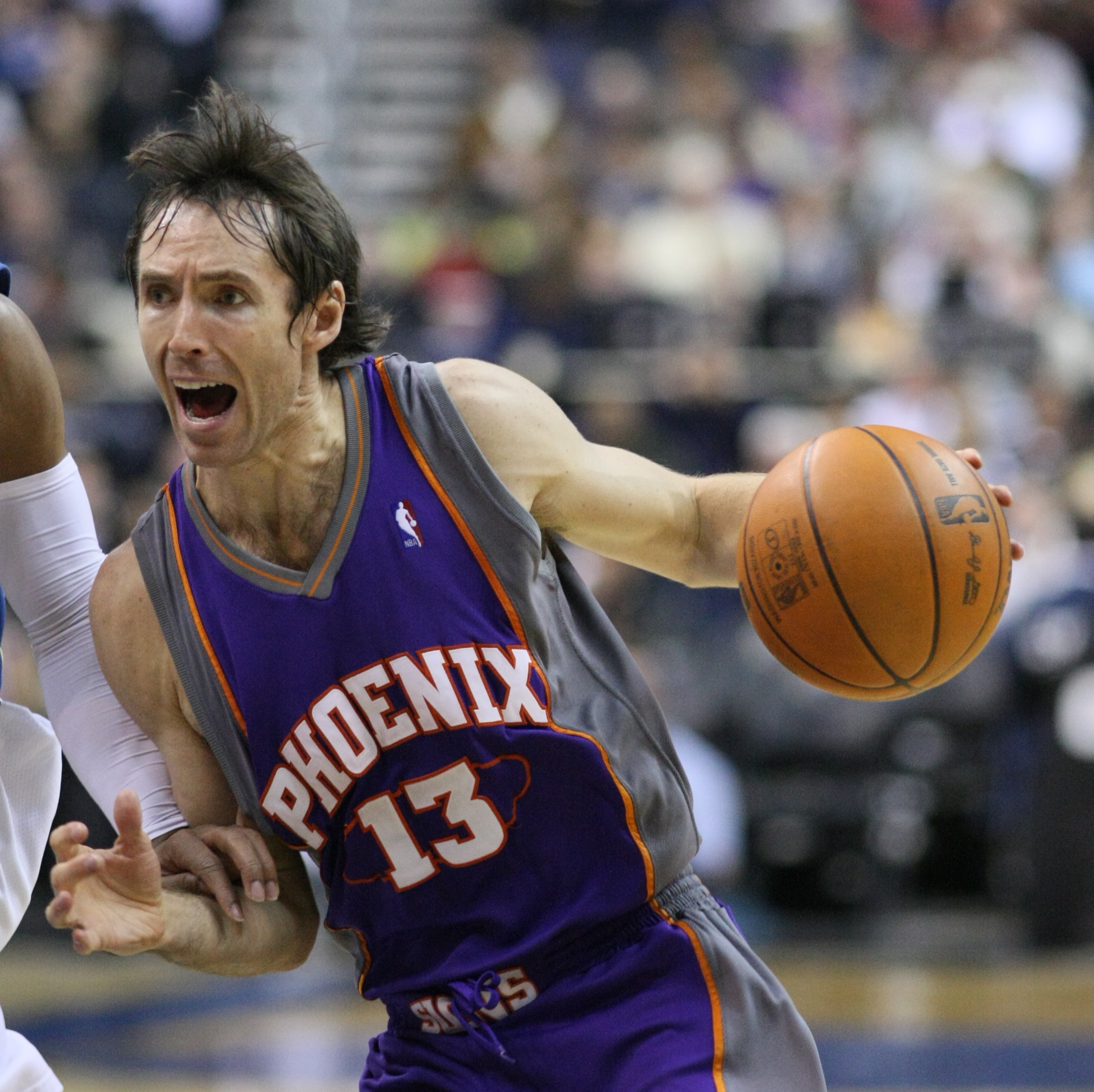
Steve Nash wurde bei den Suns zweimal MVP

Im Sommer 2010 verließ Stoudemire die Suns und wechselte zu den New York Knicks. Im Dezember 2013 wechselten unter anderem Vince Carter und Marcin Gortat von den Magic nach Phoenix. Während Carter Phoenix nach der Saison verließ, entwickelte sich Gortat zu einem wichtigen Spieler. Dennoch verpasste Phoenix 2011 und 2012 die Playoffs. Im Sommer 2012 verließ Aufbauspieler Steve Nash den Club und wechselte zu den Los Angeles Lakers. Goran Dragic unterschrieb dagegen als Nash-Nachfolger einen Vertrag bei den Suns.

### Die erfolglose Post-Nash-Ära Jahre (Seit 2013)
Die Suns rutschten damit im Laufe der Saison 2012/13 endgültig in den unteren Bereich der Western Conference und nach einer Reihe von Niederlagen erfolgte im Januar 2013 die Trennung von Headcoach Alvin Gentry, nachdem die Suns mit einer Bilanz von 13 Siegen und 28 Niederlagen auf dem letzten Platz der Conference standen. Nachfolger wurde zunächst als Interimstrainer Lindsey Hunter. Doch unter Hunter stellte sich kein anhaltender sportlicher Erfolg ein und die Suns beendeten die Saison auf dem letzten Platz der Western Conference mit 25 Siegen und 57 Niederlagen.

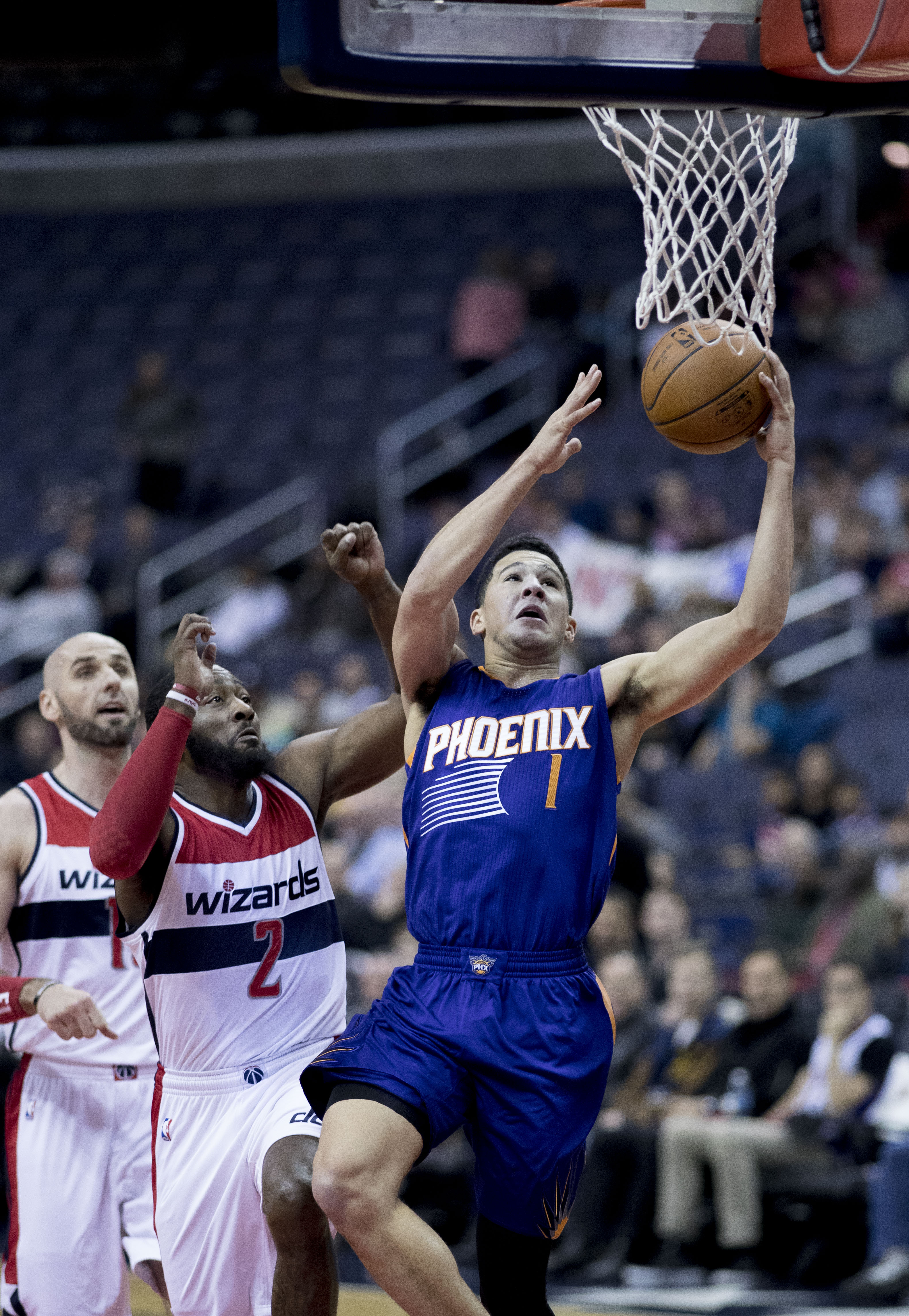
Topscorer Devin Booker spielt seit 2015 für die Suns

Zur Saison 2013/2014 wurde mit Jeff Hornacek ein ehemaliger Spieler der Suns neuer Headcoach. Zuvor war Hornacek für die Utah Jazz als Assistant-Coach tätig. Er erhielt in Phoenix einen Vertrag bis 2016 und soll die Suns wieder in den Bereich der Playoffs führen. Im NBA-Draft 2013 wählte man den Ukrainer Alex Len an fünfter Stelle aus. Ebenso wurden erfahrene Schlüsselspieler wie Marcin Gortat, Luis Scola und Jared Dudley verkauft. Man verstärkte sich stattdessen mit Jungstar Eric Bledsoe, der von den Los Angeles Clippers kam, und Gerald Green.
Trotz schlechter Prognose überraschten die Suns viele Fans und Experten und scheiterten nur knapp an einer Playoffplatzierung mit 48 Saisonsiegen. Goran Dragić wurde für seine Leistung zum Meistverbesserten Spieler der Saison gewählt. Trainer Hornacek landete bei der Wahl zum NBA Coach of the Year auf Platz zwei. Mit großen Hoffnungen ging man in die NBA-Saison 2014/15. Die Suns verpflichteten Isaiah Thomas, der mit Dragić und Bledsoe einen gefährlich Backcourt stellen sollte. Doch das Experiment funktionierte nicht und Dragić wurde zu den Miami Heat für Brandon Knight eingetauscht, Thomas wurde zu den Celtics verkauft. Die Suns verpassten mit 39 Siegen erneut die Playoffs. Über den Sommer 2015 wechselte Tyson Chandler nach Phoenix. Über den Draft kam Devin Booker. Mit dem neuen Kern bestehend aus Chandler, Knight, Bledsoe und Morris sollte ein erneuter Angriff auf die Playoffs genommen werden. Doch die Suns kämpften mit Verletzungsproblemen. Nachdem man nach 49 Spielen nur 14 Siege eingefahren hatte, wurde Trainer Hornacek von seinem Amt entbunden.
Nachfolger wurde der ehemalige Assistant-Coach Earl Watson. Die Saison wurde nur mit 23 Siegen abgeschlossen und die Playoffs zum sechsten Mal in Folge verpasst.
Im darauffolgenden Draft wählten die Suns erneut in der Lottery. An vierter Stelle wurde das kroatische Talent Dragan Bender ausgewählt, hinzu ertradete man sich die Rechte an Marquese Chriss, der von Kings an 8. Stelle ausgewählt wurde und man wählte Tyler Ulis in der 2. Runde an der 34. Stelle. Dazu wurden mit Jared Dudley und Leandro Barbosa zwei erfahrene Spieler zurück nach Phoenix geholt. Beide Publikumslieblinge blickten bereits auf eine und sogar auf zwei Anstellungen bei den Suns zurück. Das Team verbesserte sich in der Saison 2016/17 nur marginal, wobei vor allem Devin Booker als Scorer glänzte und einige teaminterne Rekorde brach. Für die jungen Suns reichte es für die Playoffs dennoch nicht, so dass man im NBA-Draft 2017 Josh Jackson an vierter Stelle auswählte. Zum Start der Saison 2017/18 wurde Trainer Watson bereits nach drei Niederlagen in Folge entlassen. Seinen Posten übernahm Jay Triano. Die Playoffs wurden erneut mit nur 21 Siegen bei 61 Niederlagen zum achten Mal in Folge verpasst. Am 2. Mai 2018 wurde mit Igor Kokoškov der neue Headcoach vorgestellt. Im anschließenden NBA-Draft 2018 erhielten die Suns erstmals den ersten Pick in einem Draft und wählten damit Deandre Ayton von der lokalen University of Arizona an erster Stelle aus. Zudem erhielt man über einen Trade die Rechte an Mikal Bridges, der an 10. Stelle ausgewählt wurde. Dazu entschied man sich an 31. Stelle Elie Okobo und an 59. Stelle George King zu draften. Des Weiteren lotsten die Suns mit Trevor Ariza in einem Trade mit den Houston Rockets einen erfahrenen Veteran und NBA Champion von 2009 nach Phoenix.

### Rückkehr in die Playoffs (seit 2021)
Nach der Verpflichtung von Veteran Chris Paul und einer erneut starken Saison von Devin Booker reiften die Suns zu einem Topteam im Westen. Am 28. April 2021, nach einem 109:101-Sieg gegen die Los Angeles Clippers, sicherten die Suns sich einen Playoff-Platz und erreichten damit das erste Mal nach zehn Saisons die NBA-Playoffs. Sie beendeten die Saison auf Platz zwei der Western Conference mit 51 Siegen bei lediglich 21 Niederlagen.
In der ersten Runde der Playoffs 2021 schalteten die Suns den amtierenden Meister Los Angeles Lakers mit 4:2 Siegen aus. Im folgenden Conference-Halbfinale bezwangen die Suns die Denver Nuggets glatt mit 4:0. Dabei punktete Chris Paul die Serie über stark und legte unter anderem in Spiel vier 37 Punkte auf. Im Conference-Finale trafen sie auf die Los Angeles Clippers und gewannen die Serie mit 4:2, womit sie in die NBA Finals einzogen. Dort verloren sie 2:4 gegen die Milwaukee Bucks.
Im November und Dezember 2021 blieben die Suns 18 Spiele in Folge ungeschlagen und stellten damit einen neuen Franchise-Rekord auf. Im Januar 2022 gewannen sie erneut 11 Spiele in Serie, bevor diese bei den Atlanta Hawks endete. Am 30. März stellten die Suns mit ihrem 62. Sieg (107:103 bei den Warriors) ihren Franchise-Rekord für die meisten Siege in einer Saison ein. Die Suns beendeten die Saison 2021/22 mit 64:18 Siegen und zogen als bestes Team der NBA in die Play-offs ein. Chris Paul wurde zudem mit durchschnittlich 10,8 Assists pro Spiel der beste Passgeber der Liga. Die Suns wurden ihrer Favoritenrolle in den Play-offs nicht gerecht und scheiterten in der 2. Runde trotz 2:0-Führung, noch mit 3:4 an den Dallas Mavericks. Besonders im entscheidenden siebten Spiel lieferten die Suns eine katastrophale Leistung und verloren deutlich mit 123:90.
Zum Ende der Trading-Deadline 2022/23 tradeten die Suns Kevin Durant von den Brooklyn Nets nach Phoenix. Im Gegenzug gaben sie Mikal Bridges und Cameron Johnson sowie diverse Draft Picks ab.

## Aktueller Kader
| Nr. | Nat.               | Name                 | Position       | Geburt     | Größe  | Info | College    |
| --- | ------------------ | -------------------- | -------------- | ---------- | ------ | ---- | ---------- |
| 0   | Vereinigte Staaten | Ryan Dunn            | Guard/Forward  | 07.01.2003 | 203 cm | R    | Virginia   |
| 00  | Vereinigte Staaten | Royce O'Neale        | Forward        | 05.06.1993 | 198 cm |      | Baylor     |
| 1   | Vereinigte Staaten | Devin Booker         | Guard          | 30.10.1996 | 198 cm |      | Kentucky   |
| 2   | Jamaika            | Nick Richards        | Center         | 29.11.1997 | 213 cm |      | Kentucky   |
| 3   | Vereinigte Staaten | Bradley Beal         | Guard          | 28.06.1993 | 193 cm |      | Florida    |
| 4   | Vereinigte Staaten | Oso Ighodaro         | Forward/Center | 14.07.2002 | 213 cm | R    | Marquette  |
| 8   | Vereinigte Staaten | Grayson Allen        | Guard          | 08.10.1995 | 193 cm |      | Duke       |
| 10  | Vereinigte Staaten | Damion Lee           | Guard/Forward  | 21.10.1992 | 196 cm |      | Drexel     |
| 11  | Sudsudan           | Bol Bol              | Forward/Center | 16.11.1999 | 218 cm |      | Oregon     |
| 12  | Vereinigte Staaten | Collin Gillespie     | Guard          | 25.06.1999 | 185 cm | G    | Villanova  |
| 14  | Vereinigte Staaten | Ty Ty Washington Jr. | Guard          | 15.11.2001 | 191 cm | G    | Kentucky   |
| 15  | Vereinigte Staaten | Jalen Bridges        | Forward        | 14.05.2001 | 203 cm | R G  | Baylor     |
| 17  | Vereinigte Staaten | Cody Martin          | Forward        | 28.09.1995 | 198 cm |      | Nevada     |
| 18  | Serbien            | Vasilije Micić       | Guard          | 16.01.1994 | 191 cm |      | Serbien    |
| 21  | Vereinigte Staaten | Tyus Jones           | Guard          | 10.05.1996 | 185 cm |      | Duke       |
| 22  | Vereinigte Staaten | Mason Plumlee        | Center         | 05.03.1990 | 208 cm |      | Duke       |
| 23  | Vereinigte Staaten | Monté Morris         | Guard          | 27.06.1995 | 188 cm |      | Iowa State |
| 35  | Vereinigte Staaten | Kevin Durant         | Forward        | 29.09.1988 | 208 cm |      | Texas      |

| Nat.               | Name             | Position       |
| ------------------ | ---------------- | -------------- |
| Vereinigte Staaten | Mike Budenholzer | Head Coach     |
| Vereinigte Staaten | Schuyler Rimmer  | Assistenzcoach |
| Vereinigte Staaten | Vince Legarza    | Assistenzcoach |
| Vereinigte Staaten | Mike Hopkins     | Assistenzcoach |
| Vereinigte Staaten | David Fizdale    | Assistenzcoach |
| Vereinigte Staaten | Brent Barry      | Assistenzcoach |
| Vereinigte Staaten | Chad Forcier     | Assistenzcoach |
| Vereinigte Staaten | Chaisson Allen   | Assistenzcoach |
| Vereinigte Staaten | James Posey      | Assistenzcoach |

| Abk. | Bedeutung                       |
| ---- | ------------------------------- |
| Nr.  | Trikotnummer                    |
| Nat. | Nationalität                    |
| C    | Mannschaftskapitän              |
| R    | Rookie                          |
| G    | Two-way contract                |
| S    | Suspension                      |
|      | Verletzungsbedingte Inaktivität |

## Ehrungen und nennenswerte Leistungen

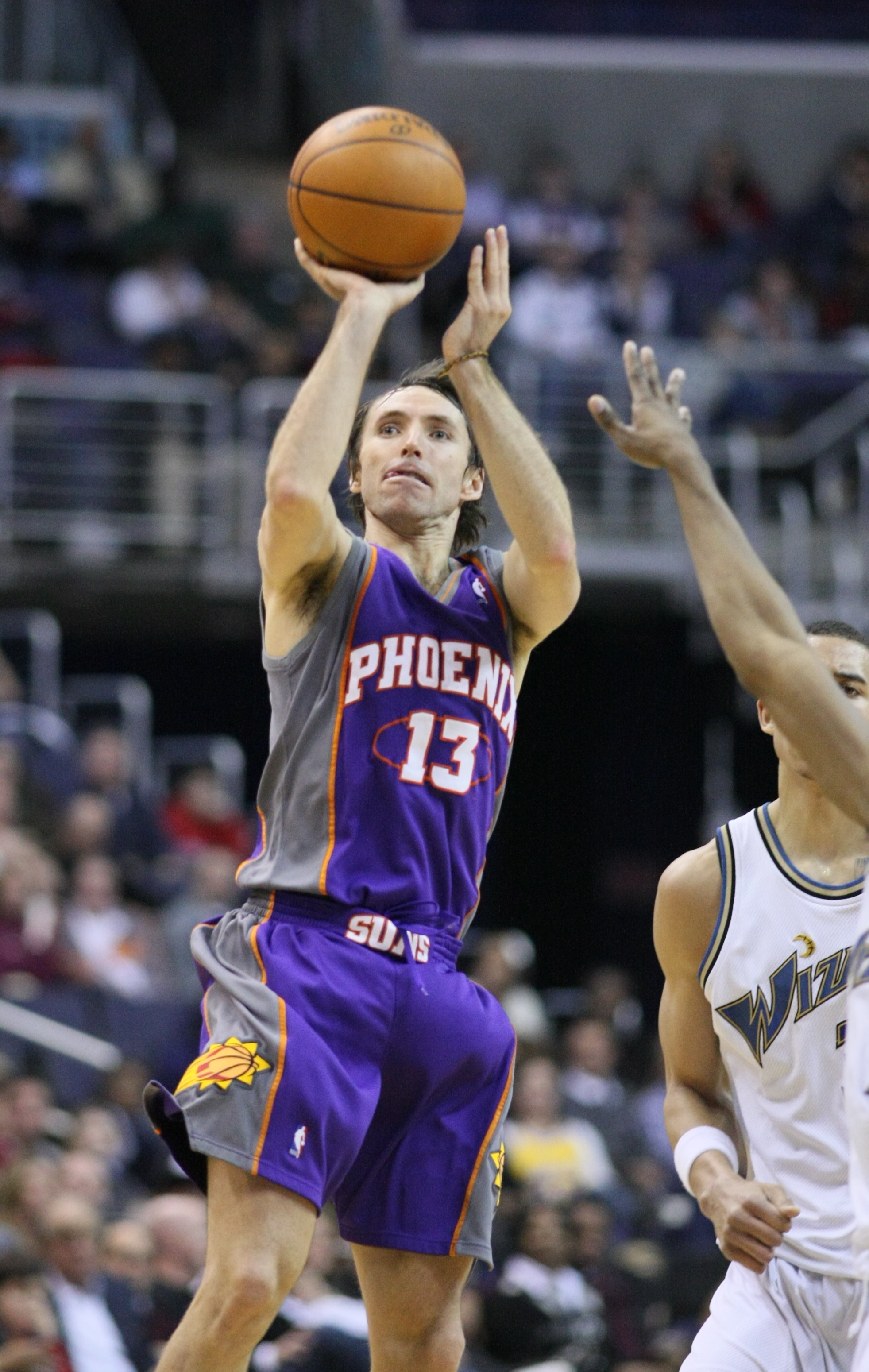
Steve Nash (1996–1998) und (2004–2012)

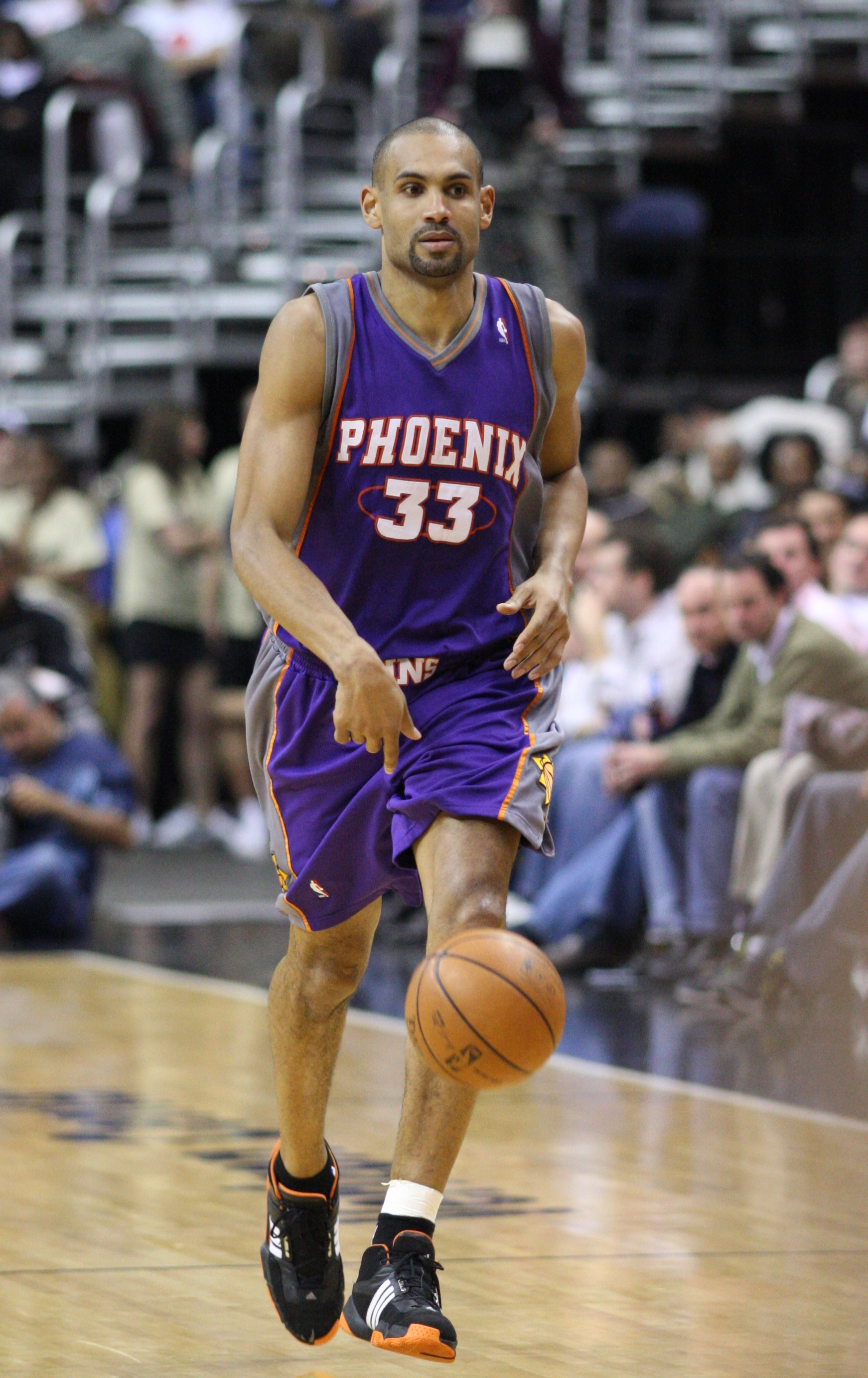
Forward Grant Hill (2007–2012)

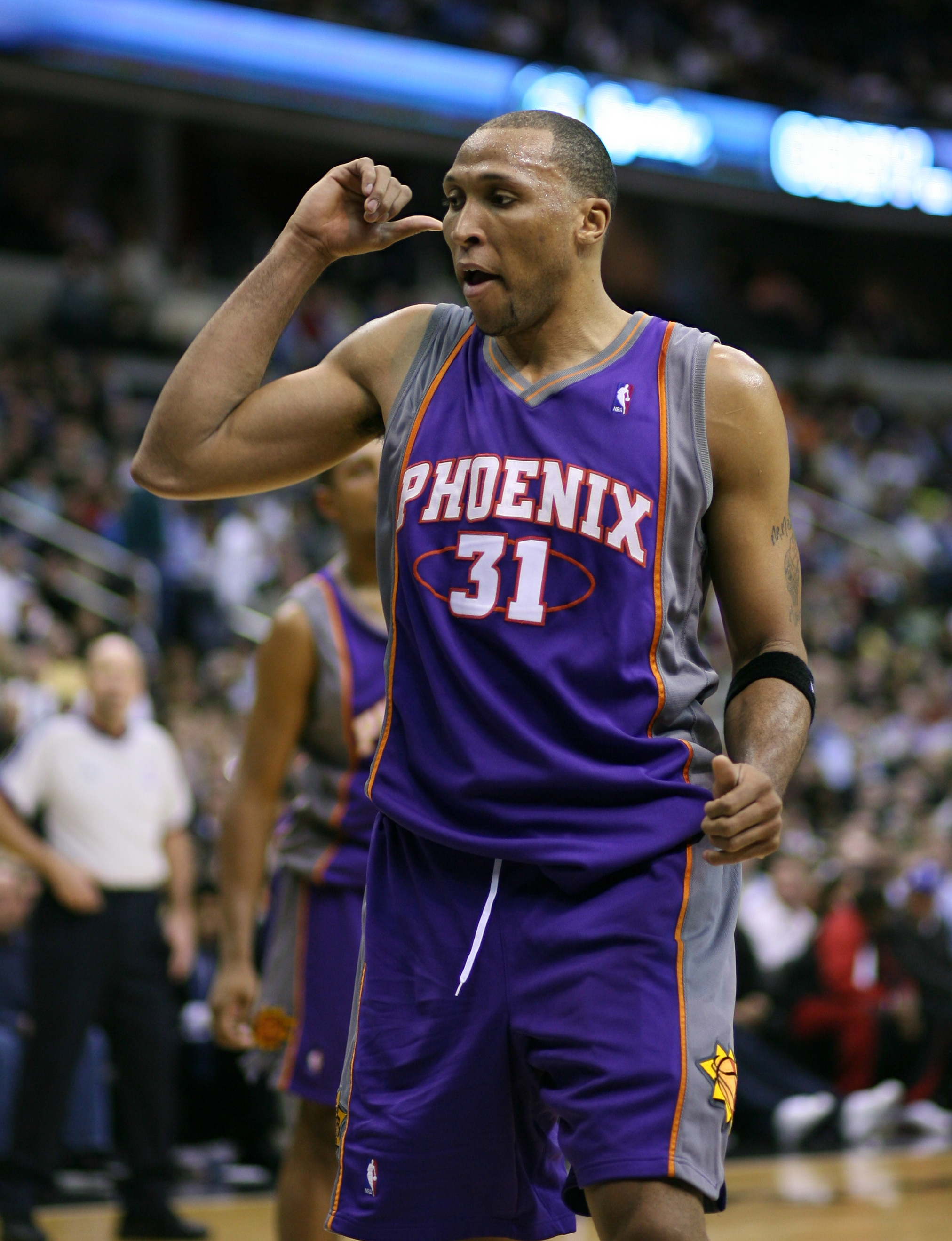
All-Star Shawn Marion (1999–2008)

| Nr. | Nat.               | Name                        | Position        | Zeit                         |
| --- | ------------------ | --------------------------- | --------------- | ---------------------------- |
| 5   | Vereinigte Staaten | Dick Van Arsdale            | Guard-Forward   | 1968–1977                    |
| 6   | Vereinigte Staaten | Walter Davis                | Guard-Forward   | 1978–1988                    |
| 7   | Vereinigte Staaten | Kevin Johnson               | Guard           | 1988–2000                    |
| 9   | Vereinigte Staaten | Dan Majerle                 | Guard-Forward   | 1988–1995, 2001/02           |
| 24  | Vereinigte Staaten | Tom Chambers                | Forward-Center  | 1988–1993                    |
| 33  | Vereinigte Staaten | Alvan Adams                 | Forward-Center  | 1975–1988                    |
| 34  | Vereinigte Staaten | Charles Barkley             | Forward         | 1992–1996                    |
| 42  | Vereinigte Staaten | Connie Hawkins              | Forward-Center  | 1969–1973                    |
| 44  | Vereinigte Staaten | Paul Westphal               | Guard Trainer   | 1975–1980, 1983/84 1992–1996 |
|     | Vereinigte Staaten | Jerry Colangelo             | General Manager |                              |
|     | Vereinigte Staaten | Lowell „Cotton“ Fitzsimmons | Trainer         | 1970–1972, 1988–1992, 1996   |
|     | Vereinigte Staaten | Joe Proski                  | Trainer         | 1968–2000                    |

| Name              | aktueller Verein |
| ----------------- | ---------------- |
| Shaquille O’Neal  | Karriere beendet |
| Amar'e Stoudemire | Karriere beendet |
| Jason Richardson  | Karriere beendet |
| Vince Carter      | Karriere beendet |
| Marcin Gortat     | Karriere beendet |
| Jason Kidd        | Karriere beendet |
| Jeff Hornacek     | Karriere beendet |
| A. C. Green       | Karriere beendet |
| Michael Finley    | Karriere beendet |
| Penny Hardaway    | Karriere beendet |
| Steve Nash        | Karriere beendet |
| Grant Hill        | Karriere beendet |
| Shawn Marion      | Karriere beendet |
| Hedo Türkoğlu     | Karriere beendet |
| Clifford Robinson | Karriere beendet |
| Antonio McDyess   | Karriere beendet |
| Raja Bell         | Karriere beendet |
| Sam Cassell       | Karriere beendet |
| Robert Horry      | Karriere beendet |
| Cedric Ceballos   | Karriere beendet |
| Stephon Marbury   | Karriere beendet |
| Larry Nance       | Karriere beendet |
| Danny Manning     | Karriere beendet |
| Wayman Tisdale    | Karriere beendet |
| Joe Johnson       | Karriere beendet |

## Statistiken
| Jahr    | Siege:Niederlagen | Siege [%] | Play-offs                                                              |
| ------- | ----------------- | --------- | ---------------------------------------------------------------------- |
| 1968/69 | 16:66             | 19,5      | Nicht für die Play-offs qualifiziert                                   |
| 1969/70 | 39:43             | 47,6      | 3:4 in den Western Division-Halbfinals gegen die Los Angeles Lakers    |
| 1970/71 | 48:34             | 58,5      | Nicht für die Play-offs qualifiziert                                   |
| 1971/72 | 49:33             | 59,8      | Nicht für die Play-offs qualifiziert                                   |
| 1972/73 | 38:44             | 46,3      | Nicht für die Play-offs qualifiziert                                   |
| 1973/74 | 30:52             | 36,6      | Nicht für die Play-offs qualifiziert                                   |
| 1974/75 | 32:50             | 39,0      | Nicht für die Play-offs qualifiziert                                   |
| 1975/76 | 42:40             | 51,2      | 2:4 in den NBA-Finals gegen die Boston Celtics                         |
| 1976/77 | 34:48             | 41,5      | Nicht für die Play-offs qualifiziert                                   |
| 1977/78 | 49:33             | 59,8      | 0:2 in der ersten Runde gegen die Milwaukee Bucks                      |
| 1978/79 | 50:32             | 61,0      | 3:4 in den Western Conference-Halbfinals gegen die Seattle SuperSonics |
| 1979/80 | 55:27             | 67,1      | 1:4 in den Western Conference-Halbfinals gegen die Los Angeles Lakers  |
| 1980/81 | 57:25             | 69,5      | 3:4 in den Western Conference-Halbfinals gegen die Kansas City Kings   |
| 1981/82 | 46:36             | 56,1      | 0:4 in den Western Conference-Halbfinals gegen die Los Angeles Lakers  |
| 1982/83 | 53:29             | 64,6      | 1:2 in der ersten Runde gegen die Denver Nuggets                       |
| 1983/84 | 41:41             | 50,0      | 2:4 in den Western Conference-Finals gegen die Los Angeles Lakers      |
| 1984/85 | 36:46             | 43,9      | 0:3 in der ersten Runde gegen die Los Angeles Lakers                   |
| 1985/86 | 32:50             | 39,0      | Nicht für die Play-offs qualifiziert                                   |
| 1986/87 | 36:46             | 43,9      | Nicht für die Play-offs qualifiziert                                   |
| 1987/88 | 28:54             | 34,1      | Nicht für die Play-offs qualifiziert                                   |
| 1988/89 | 55:27             | 67,1      | 0:4 in den Western Conference-Finals gegen die Los Angeles Lakers      |
| 1989/90 | 54:28             | 65,9      | 0:4 in den Western Conference-Finals gegen die Portland Trail Blazers  |
| 1990/91 | 55:27             | 67,1      | 1:3 in der ersten Runde gegen die Utah Jazz                            |
| 1991/92 | 53:29             | 64,6      | 1:4 in den Western Conference-Finals gegen die Portland Trail Blazers  |
| 1992/93 | 62:20             | 75,6      | 2:4 in den NBA-Finals gegen die Chicago Bulls                          |
| 1993/94 | 56:26             | 68,3      | 3:4 in den Western Conference-Halbfinals gegen die Houston Rockets     |
| 1994/95 | 59:23             | 72,0      | 3:4 in den Western Conference-Halbfinals gegen die Houston Rockets     |
| 1995/96 | 41:41             | 50,0      | 1:3 in der ersten Runde gegen die San Antonio Spurs                    |
| 1996/97 | 40:42             | 48,8      | 2:3 in der ersten Runde gegen die Seattle SuperSonics                  |
| 1997/98 | 56:26             | 68,3      | 1:3 in der ersten Runde gegen die San Antonio Spurs                    |
| 1998/99 | 27:23             | 54,0      | 0:3 in der ersten Runde gegen die Portland Trail Blazers               |
| 1999/00 | 53:29             | 64,6      | 1:4 in den Western Conference-Halbfinals gegen die Los Angeles Lakers  |
| 2000/01 | 51:31             | 62,3      | 1:3 in der ersten Runde gegen die Sacramento Kings                     |
| 2001/02 | 36:46             | 43,9      | Nicht für die Play-offs qualifiziert                                   |
| 2002/03 | 44:38             | 53,7      | 2:4 in der ersten Runde gegen die San Antonio Spurs                    |
| 2003/04 | 29:53             | 35,4      | Nicht für die Play-offs qualifiziert                                   |
| 2004/05 | 62:20             | 75,6      | 1:4 in den Western Conference-Finals gegen die San Antonio Spurs       |
| 2005/06 | 54:28             | 65,9      | 2:4 in den Western Conference-Finals gegen die Dallas Mavericks        |
| 2006/07 | 61:21             | 74,5      | 2:4 in den Western Conference-Halbfinals gegen die San Antonio Spurs   |
| 2007/08 | 55:27             | 67,1      | 1:4 in der ersten Runde gegen die San Antonio Spurs                    |
| 2008/09 | 46:36             | 56,1      | Nicht für die Play-offs qualifiziert                                   |
| 2009/10 | 54:28             | 65,9      | 2:4 in den Western Conference-Finals gegen die Los Angeles Lakers      |
| 2010/11 | 40:42             | 48,8      | Nicht für die Play-offs qualifiziert                                   |
| 2011/12 | 33:33             | 50,0      | Nicht für die Play-offs qualifiziert                                   |
| 2012/13 | 25:57             | 30,5      | Nicht für die Play-offs qualifiziert                                   |
| 2013/14 | 48:34             | 58,5      | Nicht für die Play-offs qualifiziert                                   |
| 2014/15 | 39:43             | 47,6      | Nicht für die Play-offs qualifiziert                                   |
| 2015/16 | 23:59             | 28,0      | Nicht für die Play-offs qualifiziert                                   |
| 2016/17 | 24:58             | 29,3      | Nicht für die Play-offs qualifiziert                                   |
| 2017/18 | 21:61             | 25,6      | Nicht für die Play-offs qualifiziert                                   |
| 2018/19 | 19:63             | 23,2      | Nicht für die Play-offs qualifiziert                                   |
| 2019/20 | 34:39             | 46,6      | Nicht für die Play-offs qualifiziert                                   |
| 2020/21 | 51:21             | 70,8      | 2:4 in den NBA-Finals gegen die Milwaukee Bucks                        |
| 2021/22 | 64:18             | 78,0      | 3:4 in den Western Conference-Halbfinals gegen die Dallas Mavericks    |
| 2022/23 | 45:37             | 54,9      | 2:4 in den Western Conference-Halbfinals gegen die Denver Nuggets      |
| 2023/24 | 49:33             | 59,8      | 0:4 in der ersten Runde gegen die Minnesota Timberwolves               |
| 2024/25 | 36:46             | 43,9      | Nicht für die Play-offs qualifiziert                                   |
| Gesamt  | 2455:2142         | 53,4      | 160:163 in den Play-offs (49,5 %) Stand: April 2025                    |